# Епархия Агрополи
Епархия Агрополи (лат. Dioecesis Acropolitana) — упразднённая епархия, в настоящее время титулярная епархия Римско-Католической церкви.

## История
Город Агрополи до VII века был центром одноимённой епархии. О существовании епархии Агриполи свидетельствует послание Римского папы Григория Великого Фелицию, который был епископом Агриполи. В этом послании Григорий I поручает епископу Фелицию оставшиеся без своих епископов епархий Вели, Бланды и Буссенто.
В VII веке епархия Агриполи прекратила своё существование.
С 1992 года епархия Агрополи является титулярной епархией Римско-Католической церкви.

## Епископы
- упоминается в 592 году — епископ Фелиций .

## Титулярные епископы
- 21.12.1982 — 21.02.1982 — епископ Зенон Грохолевский  — назначен кардиналом-дьяконом;
- 3.03.2001 — 15.11.2002 — епископ Марк Уэлле P.S.S.[1]  — назначен архиепископом Квебека;
- 12.12.2002 — по настоящее время — епископ Педро Лопес Кинтана .

## Источник
- Annuario Pontificio, Libreria Editrice Vaticana, Città del Vaticano, 2003, стр. 753, ISBN 88-209-7422-3
- Giuseppe Cappelletti Le Chiese d’Italia dalla loro origine sino ai nostri giorni, Venezia 1864, vol. XX, стр. 328—329  (лат.)
- La Gerarghia Cattolica